# فيوتشر يو إس
شركة فيوتشر يو إس (بالإنجليزية: Future US، المعروفة سابقًا باسم إيماجين ميديا (بالإنجليزية: Imagine Media)‏ وذا فيوتشر نيتورك يو إس أيه (بالإنجليزية: The Future Network USA)‏.)‏ هي شركة إعلام أمريكية متخصصة في إعلان المجلات والمواقع في ألعاب الفيديو، والموسيقى، وأسواق التكنولوجيا. يقع المقر الرئيسي للشركة في مدينة نيويورك، ولها مكاتب في: ألكسندريا، فيرجينيا؛ مينيابوليس، مينيسوتا؛ وواشنطن العاصمة. فيوتشر يو إس مملوكة للشركة الأم فيوتشر بي إل سي، وهي شركة إعلامية متخصصة مقرها في باث، سومرست، إنجلترا.

## التاريخ
تأسست الشركة عندما استحوذت شركة فيوتشر بي إل سي على منشورات جي بي ناشر مجلة غيم بلايرز لألعاب الفيديو في غرينزبورو، كارولينا الشمالية، في عام 1994.
أطلقت الشركة عددًا من الألعاب بما في ذلك بي سي غيمر، وانتقلت من ولاية كارولينا الشمالية إلى منطقة خليج سان فرانسيسكو، حيث احتلت العديد من العقارات في بورلينجيم وسووث سان فرانسيسكو. عندما باع كريس أندرسون ، مؤسس شركة فيوتشر بي إل سي، فيوتشر إلى بيرسون، احتفظ بجي بي، وأعيد تسميته بإيماجين ميديا في يونيو 1995، وأدارها كشركته الوحيدة لبضع سنوات.
مدعومًا باقتصاد الإنترنت ونجاح بيزنيس 2.0 في الولايات المتحدة (وبعد ذلك في المملكة المتحدة وفرنسا وإيطاليا وألمانيا)، ركب فيوتشر طفرة أواخر التسعينيات. خلال هذه الفترة، فازت الشركة بالحقوق الحصرية في جميع أنحاء العالم لإنتاج المجلة الرسمية لمشغل ألعاب الفيديو إكس بوكس من مايكروسوفت وعززت مكانتها كشركة رائدة في سوق الألعاب. في ربيع عام 2001، بسبب العوامل الاقتصادية وتراجع السوق، مرت شركة فيوتشر نيتورك يو إس أيه بإعادة تعيين إستراتيجية لأعمالها والتي تضمنت إغلاق بعض العناوين وعمليات الإنترنت وبيع بيزنيس 2.0 إلى أيه أو إل/تايم وارنر.
في 19 سبتمبر 2007، أعلنت شركة نينتندو وفيوتشر أن شركة فيوتشر يو إس ستحصل على حقوق النشر لمجلة نينتندو باور. دخل هذا حيز التنفيذ مع إنشاء العدد رقم 222 (ديسمبر 2007).
في 1 أكتوبر 2007، أُعلن أن شركة فيوتشر يو إس ستصنع بلاي ستيشن: المجلة الرسمية، والتي انتهى بها الأمر لتحل محل بي إس إم وأكشاك بيع الصحف لأول مرة في نوفمبر 2007. مع هذا الإطلاق، أصبحت فيوتشر يو إس ناشر المجلات الرسمية لجميع الشركات المصنعة الكبرى الثلاثة للمشغلات في الولايات المتحدة. أُغلِقَت بلاي ستيشن: المجلة الرسمية في عام 2012.
في عام 2012، اشترت نيوباي ميديا قسم الموسيقى في فيوتشر يو إس.
في عام 2018، استعادت شركة فيوتشر غالبية الأصول التي بيعت سابقًا إلى نيوباي عن طريق شراء نيوباي مباشرًة مقابل 13٫8 مليون دولار أمريكي. استخدمت شركة فيوتشر هذا الاستحواذ لتوسيع نطاق تواجدها في الولايات المتحدة، لا سيما في قطاع B2B.

## المجلات والمواقع

### العناوين الحالية
تشمل مجلاتها ومواقعها الإلكترونية:
- AnandTech
- Broadcasting & Cable
- Electronic Musician
- غيمز رادار
- Guitar Player
- Guitar World
- لابتوب ماغ
- لايف ساينس
- ماري كلير
- Maximum PC
- أخبار متعددة القنوات [الإنجليزية]
- نيوساراما [الإنجليزية]
- بي سي غيمر
- تك رادار
- تومز هاردوير
- TWICE
- 5غرايدار

### عناوين منتهية الصلاحية
- CD-ROM Today
- Daily Radar
- Decorating Spaces
- Do!
- Future Music
- Future Snowboarding Magazine
- Game Players
- Guitar One
- Guitar World Acoustic
- Guitar World Legends
- Guitar World's Bass Guitar
- Maximum Linux
- Men's Edge
- Mobile PC (magazine)
- netPOWER[12]
- نيكست جينرايشن
- نينتندو باور
- Official Dreamcast Magazine  [لغات أخرى]‏
- مجلة إكس بوكس الرسمية
- PC Accelerator
- PlayStation: The Official Magazine
- بوكيت غيمر (لا ينبغي الخلط بينه وبين بوكيت غيمر من ستيل ميديا)
- ريفولوشن
- Scrapbook Answers
- Skateboard Trade News
- Snowboard Trade News
- T3
- ذا نيت
- Total Movie  [لغات أخرى]‏
- Women's Health & Fitness